# 나가이 나오히로 (1664년)

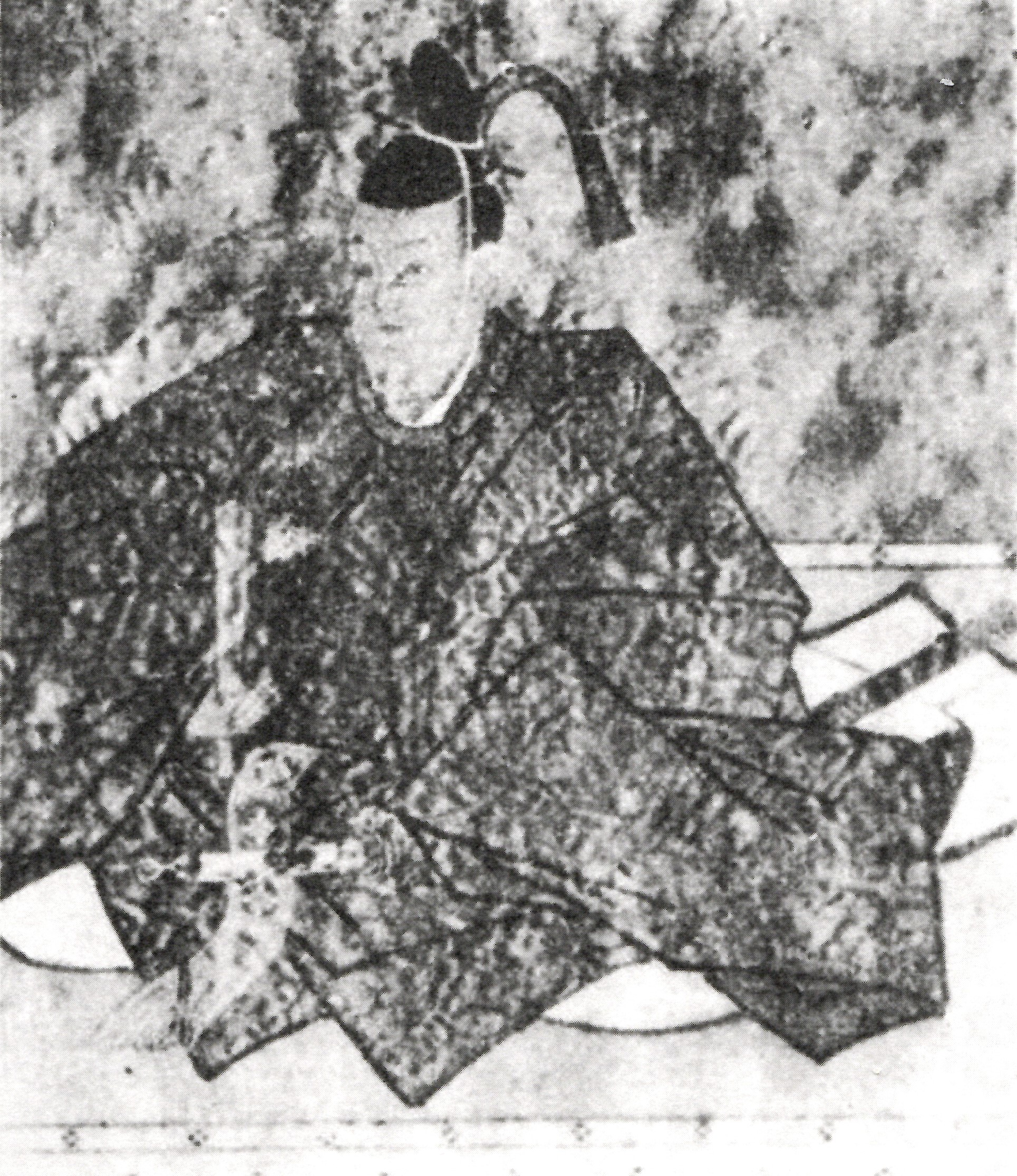
나가이 나오히로

나가이 나오히로(일본어: 永井直敬, 1664년 ~ 1711년 7월 18일)는 에도 시대 중기의 다이묘이다. 가와치국의 다이묘, 시모쓰케 가라스야마 번주, 하리마 아코번주, 시나노 이야마 번주, 무사시 이와쓰키 번 초대 번주를 지냈다. 나오쓰네계 나가이가(尚庸系永井家) 제2대 당주.
| 전임 나가이 나오쓰네 | 제2대 가와치국의 다이묘 (나가이가) 1677년 ~ 1687년 | 후임 시모쓰케 가라스야마로 전봉 |

| 전임 나스 스케노리 | 가라스야마 번 번주 (나가이가) 1687년 ~ 1701년 | 후임 이나가키 시게토미 |

| 전임 아사노 나가노리 | 아코번 번주 (나가이가) 1701년 ~ 1706년 | 후임 모리 나가나오 |

| 전임 마쓰다이라 다다타카 | 이야마 번 번주 (나가이가) 1706년 ~ 1711년 | 후임 아오야마 요시히데 |

| 전임 오가사와라 나가히로 | 제1대 이와쓰키 번 번주 (나가이가) 1711년 | 후임 나가이 나오히라 |